# Órbita geocêntrica

Órbitas geocêntricas de 24 satélites.

Uma órbita geocêntrica, envolve qualquer objeto orbitando a Terra, tais como a Lua, ou um satélite artificial.
Atualmente, existem mais de 2.500 satélites artificiais orbitando a Terra, e mais de 6.000 pedaços consideráveis de destroços, rastreados 
pelo Goddard Space Flight Center. Mais de 16.000 objetos lançados ao espaço já reentraram na atmosfera da Terra.
Termos e Conceitos
Altitude - Analema - Apoastro (Apogeu) - Excentricidade - Equador celeste
Velocidade de escape - Impulso - Inclinação - Elementos orbitais - Período orbital - Periastro (Perigeu)
Tempo sideral - Horário solar aparente - Velocidade
Classificação por altitude
Órbita terrestre baixa - Órbita terrestre média - Órbita geossíncrona - Órbita terrestre alta
Classificação por inclinação
- Órbita inclinada
  - Órbita polar
  - Órbita heliossíncrona

Classificação por excentricidade
- Órbita circular
- Órbita elíptica
  - Órbita de transferência de Hohmann
  - Órbita de transferência geoestacionária
  - Órbita elíptica alta
    - Órbita Molniya
    - Órbita Tundra
- Trajetória hiperbólica
- Trajetória parabólica

Classificação direcional
Movimento retrógrado aparente
Classificação geosíncrona
- Órbita semissíncrona (SSO)
- Órbita geossíncrona
  - Órbita geoestacionária
  - Órbita supersíncrona
  - Órbita subsíncrona

Classificações especiais
Órbita heliossíncrona - Órbita lunar
Classificação não geosíncrona
Órbita ferradura - Voo orbital